# 蒼木陣
蒼木 陣（あおき じん、1992年5月26日 - ）は、日本の俳優。大阪府出身、愛媛県育ち。サンミュージックブレーン所属。

## 経歴
2015年、ミュージカル『テニスの王子様』3rdシーズンの喜多一馬役でブレイク。
2016年、『プリンス・オブ・ストライド THE LIVE STAGE』の藤原尊役で初主演。
2019年、舞台『刀剣乱舞』維伝 朧の志士たちの陸奥守吉行役で初の単独主演。
2023年12月6日、オフィシャルファンクラブを開設。

## 人物
俳優ユニット『SUNPLUS』の元メンバー。
自身の性格について、明るい性格と述べている。
特技はブレイクダンス、アクロバット、器械体操。中学1年生の時からダンス経験がある。
同じ舞台俳優の本田礼生とは中学時代から親友で、彼の誘いでダンスを始める。当時から二人とも芸能界に憧れており、一足先に芸能界入りした本田に後押しされ、専門学校卒業後に上京した。
大の猫好き。イベント名、チャンネル名、グッズなどのほぼ全て猫がモチーフ。保護猫活動を支援しており、いつか自分でも保護猫カフェを開きたいと思っている。
元プロ野球選手の松本竜也は従兄弟である。

## 出演

### テレビ番組
- 行列のできる法律相談所（2015年9月20日、日本テレビ）
- 猫のひたいほどワイド（2016年4月 - 2017年3月、テレビ神奈川）レギュラー・月曜リポーター[1]
- 究極の男は誰だ!?最強スポーツ男子頂上決戦 2017秋（2017年9月28日、TBSテレビ）
- つづきはテレビでTV（2020年11月7日、読売テレビ）
- カンニング竹山のイチバン研究所（2022年8月20日、TOKYO MX）
- マンガ、鬼ほど好きなんで（2023年9月25日、10月2日TOKYO MX） - つのうさ 役
- 植田鳥越「口は○○のもと」（2025年5月13日、20日、BS11）
- 30秒でジャッジ！絶対に売れそうグランプリ（2025年6月22日、TBS）

### ドラマ
- お兄ちゃん、ガチャ（2015年、日本テレビ）[8]
- KING OF DANCE（2018年4月 - 5月、読売テレビ） - HIDE 役[12]
- イップス 第5話（2024年5月10日、フジテレビ） - 検察官 役[13]

### 舞台
- はっぴぃはっぴぃどりーみんぐ
  - vol.3 大正浪漫探偵譚（2013年7月27日 - 8月1日、八幡山ワーサルシアター）[14][15]
  - vol.4 呪解伝（2013年10月11日 - 13日、明石スタジオ）[16][17]
  - Vol.5 WILD HALF〜奇跡の確率〜（2014年1月9日 - 14日、池袋イーストステージ　コアいけぶくろ）[18][19]
- ライブ・スペクタクル『NARUTO -ナルト-』（2015年3月21日 - 4月5日・4月29日 - 5月10日、AiiA2.5 Theater Tokyo / 2015年4月10日 - 12日、キャナルシティ劇場 / 2015年4月17日 - 19日、梅田芸術劇場 メインホール / 2015年4月23日 - 25日、多賀城市民会館 大ホール / 2015年5月22日 - 24日、マカオ・ベネチアンシアター / 2015年5月30日・31日、マレーシア・マレーシアインターナショナルエキシビジョン&コンベンションセンター / 2015年6月6日・7日、シンガポール・リゾートワールドシアター）- アンサンブル[20]
- 劇団キャットミント 第8回公演「アガルタの花」（2015年7月22日 - 26日、俳優座劇場）[21][22]
- 天元突破グレンラガン〜炎撃篇〜（2014年10月22日 - 27日、全労済ホール スペース・ゼロ）[23]
- ミュージカル『テニスの王子様』3rdシーズン - 喜多一馬 役[24]
  - 青学vs山吹（2015年12月24日 - 2016年2月21日、TOKYO DOME CITY HALL 他）[25]
  - TEAM Live YAMABUKI（2016年3月18日・20日・30日・4月1日・3日、AiiA 2.5 Theater Tokyo 他）[26][27]
  - コンサート Dream Live 2016（2016年5月13日 - 15日・20日 - 22日、パシフィコ横浜 国立大ホール 他）[28]
  - 青学vs氷帝（2016年7月14日 - 9月25日、TOKYO DOME CITY HALL 他）[29][30]
  - コンサート Dream Live 2017（2017年5月26日 - 28日、横浜アリーナ）[31]
  - 秋の大運動会 2019（2019年10月8日 - 9日、横浜アリーナ）[32][33]
- 『プリンス・オブ・ストライド THE LIVE STAGE』シリーズ - 主演・藤原尊 役[34]
  - エピソード1（2016年12月9日 - 14日、シアター1010 / 12月23日 - 12月25日、森ノ宮ピロティホール）[35]
  - エピソード2（2017年4月22日 - 30日、シアター1010 / 5月5日 - 7日、森ノ宮ピロティホール）[36]
  - エピソード3（2017年6月17日 - 25日、シアター1010 / 6月30日 - 7月2日、森ノ宮ピロティホール）[37]
  - エピソード4（2017年8月14日 - 20日、シアター1010 / 8月25日 - 27日、豊中市立文化芸術センター）[38]
  - エピソード5（2018年5月31日 - 6月4日、シアター1010 / 6月15日 - 17日、森ノ宮ピロティホール）[39]
- SENGOKU WARS 〜RU・TENエピソード2〜 猿狸合戦（2017年2月25日・26日、東京芸術劇場 シアターイースト）- 前田利家 役[40][41]
- 舞台 弱虫ペダル 新インターハイ篇〜ヒートアップ〜（2017年10月19日 - 23日、天王洲 銀河劇場 / 10月26日 - 29日、大阪メルパルクホール）- 黒田雪成 役[42]
- ゆく年く・る年冬の陣 師走明治座時代劇祭（略してる年祭（るとしまつり））（2017年12月28日 - 31日、明治座 / 2018年1月13日、梅田芸術劇場 メインホール）- 直江兼次 役（第1部） / フィーバー 役（第2部）[43][44]
- 舞台「パタリロ！」★スターダスト計画★（2018年3月15日 - 25日、天王洲 銀河劇場 / 3月30日 - 4月1日、森ノ宮ピロティホール） - タマネギ部隊 役[45][46]
- 日本テレビ開局65年記念舞台『魔界転生』（2018年10月6日 - 28日、博多座 / 11月3日 - 27日、明治座 / 12月9日 - 14日、梅田芸術劇場メインホール）ｰ 小十郎 役[47][48]
- 舞台『幕末太陽傳 外伝』（2019年4月18日 - 28日、三越劇場） - 久坂玄瑞 役[49]
- 舞台『刀剣乱舞』シリーズ - 陸奥守吉行 役[50][5]
  - 慈伝 日日の葉よ散るらむ（2019年6月14日 - 23日、品川プリンスホテル ステラボール / 6月28日 - 7月7日、サンケイホールブリーゼ / 7月11日 - 15日、AiiA 2.5 Theater Kobe / 7月19日 - 8月4日、品川プリンスホテル ステラボール）[51]
  - 維伝 朧の志士たち（2019年11月29日 - 12月1日、TOKYO DOME CITY HALL / 12月6日 - 15日、AiiA 2.5 Theater Kobe / 12月20日 - 2020年1月12日、TBS赤坂ACTシアター / 1月17日 - 18日、福岡サンパレス ホテル＆ホール）- 主演[5][52]
  - 舞台『刀剣乱舞』七周年感謝祭 -夢語刀宴會-（2023年8月4日 - 6日、 幕張メッセ イベントホール）[53]
- 舞台「KING OF DANCE」（2020年7月16日 - 19日、COOL JAPAN PARK OSAKA WWホール / 7月23日 - 8月2日、ヒューリックホール東京 / 8月8日 - 9日、名古屋市公会堂） - HIDE 役[54]
- チャオ！明治座祭10周年記念特別公演『忠臣蔵討入・る祭』（2020年12月28日 - 31日、明治座）- 柳沢吉保 役[55]
- 舞台「タンブリング」（2021年6月11日 - 13日、COOL JAPAN PARK OSAKA WWホール / 2021年6月17日 - 24日、TBS赤坂ACTシアター）- 白井幹太 役[56]
- 舞台『令和千本桜 義経と弁慶』（2021年10月9日 - 21日、明治座）- 駿河次郎 役[57]
- 舞台「フランケンシュタイン-cry for the moon-」（2022年1月7日 - 16日、紀伊國屋サザンシアター TAKASHIMAYA / 2022年1月20日 - 23日、COOL JAPAN PARK OSAKA TTホール）- 判事 / フェリクス / 他 役[58]
- 舞台「アクダマドライブ」（2022年3月10日 - 21日、品川プリンスホテル ステラボール / 2022年3月26日 - 27日、COOL JAPAN PARK OSAKA WWホール） - 運び屋 役[59]
- 2.5次元俳優×心理テスト×即興ステージ「劇団ココロゴス」（2022年2月5日、全電通ホール）[60]
- 音楽劇「クラウディア」 Produced by 地球ゴージャス（2022年7月4日 - 24日、東京建物 Brillia HALL / 2022年7月29日 - 31日、森ノ宮ピロティホール） - 眼次郎　役
- 舞台『鬼滅の刃』 - 猗窩座 役
  - 其ノ参 無限夢列車（2022年9月10日 - 11日、TOKYO DOME CITY HALL / 2022年9月16日 - 25日、京都劇場 / 10月15日 - 23日、TOKYO DOME CITY HALL）[61]
  - 其ノ伍 襲撃 刀鍛冶の里（2025年4月11日 - 20日、天王洲 銀河劇場 / 4月25日 - 27日、AiiA 2.5 Theater Kobe）※映像出演[62]
- 朗読劇「青空」（2022年11月6日、博品館劇場） - 小太郎 役[63]
- 笑う門には福来・る祭『明治座でどうな・る家康』 （2022年12月23日 - 26日、明治座 / 2023年1月8日、 梅田芸術劇場メインホール） - 石川数正 役[64]
- 舞台『鋼の錬金術師』シリーズ - ロイ・マスタング役 ※和田琢磨とWキャスト[65]
  - 初回公演（2023年3月8日 - 12日、新歌舞伎座 / 2023年17日 - 26日、日本青年館ホール）[65]
  - -それぞれの戦場-（2024年6月8日 - 16日、日本青年館ホール / 6月29日 - 30日、SkyシアターMBS）[66][67]
- -和のエンタメLIVE-【花園城】（2023年4月13日、内幸町ホール）
- 劇団壱劇屋 東京支部「ピカルーン」（2023年6月27日、すみだパークシアター倉）
- リーディングシアター「アドレナリンの夜」（2023年10月4日、東京建物 Brillia HALL）[68]
- ミュージカル「時をかける少女」（2023年10月6日 - 10日、日本橋公会堂）深町一夫／ケン 役[69]
- サンミュージックプレゼンツ 蒼木陣・小松準弥の笑タイム 〜俳優×芸人の相乗〜（2023年11月23日、草月ホール）
- シンる・ひま オリジナ・る ミュージカ・る「ながされ・る君へ～足利尊氏太変記～」（2023年12月30日、明治座） - 第二部日替わりゲスト[70]
- 新歌舞伎座 開場65周年記念『#福田こうへい 特別公演』（2024年2月9日 - 23日、新歌舞伎座 /  2024年3月8日 - 31日、明治座） - 卯之吉 役 [71]
- 加藤啓アワーフェス（2024年7月25日・27日、浅草九劇）
- ミュージカル『SONG WRITERS』（2024年11月6日 - 28日、シアタークリエ / 12月7日 - 8日、森ノ宮ピロティホール / 12月11日、Niterra日本特殊陶業市民会館 ビレッジホール） - ベンジャミン・デナーロ 役[72]
- シンる・ひま オリジナ・る ミュージカ・る　革命「もえ・る剣」（2024年12月27日 - 2025年1月2日、シアターH / 2025年1月18日 - 19日、サンケイホールブリーゼ） - 坂本龍馬 役[73]
- マーダーミステリーシアター『殺意の代償』（2025年3月16日、品川プリンスホテル クラブeX）[74]
- 『ワールドトリガー the Stage』B級ランク戦最終決戦編（2025年4月12日 - 20日、日本青年館ホール / 4月24日 - 27日、COOL JAPAN PARK OSAKA WWホール / 5月2日 - 11日、シアターH） - 生駒達人 役[75]
- 劇団壱劇屋 東京支部『WIREINSATS-ヴィアインザッツ-』（2025年7月10日 - 13日、こくみん共済 coop ホール/スペース・ゼロ） - 主演・イーロ 役[76]
- 加藤啓アワー『私、鬼になるね』（2025年7月20日、雷5656会館）
- 『CLUB SEVEN another placeⅡ』(2025年10月4日 - 14日〈予定〉、有楽町よみうりホール / 2025年10月24日 - 25日、サンケイホールプリーゼ)[77]
- 舞台『ジョーカー・ゲームIII』（2025年11月21日 - 30日〈予定〉、天王洲 銀河劇場） - 佐久間中尉 役[78][79]

### CM
- R&G レノア デオドラントビーズ（2015年）[8]
- バーチャル旅行体験「ANA GranWhale」広告動画（2023年）

### イメージキャラクター
- バンダイ バチ魂バット（2014年 - ）[8]

### イベント
- 蒼木陣トークイベント〜にゃんと1人でやっちゃいます〜（2016年9月30日・10月1日、仙川フィックスホール）
- 25th Birthday Event 〜にゃんと4ヶ月遅れでやっちゃいます〜（2017年10月7日、仙川フィックスホール）
- 蒼木陣×本田礼生 〜TALK&DANCE〜（2018年5月27日、クレオ大阪東 ホール）
- 蒼木陣 27th Birthday Event～にゃんと誕生月に開催します～（2019年5月18日、仙川フィックスホール）
- 蒼木陣 28th Birthday Online Event（2021年5月26日、30日）
- 蒼木陣 the 30th Anniversary（2022年5月7日 - 8日、東京R's アートコート）
- にゃんと陣の生放送やっちゃいます！～1周年記念イベント～（2022年11月5日、ところざわサクラタウン）
- 『UNLIMITED feat. Reo Honda & Jin Aoki』Blu-ray発売記念イベント（2023年4月8日、全電通労働会館）
- ACTORS☆LEAGUE in Baseball 2023（2023年7月3日、東京ドーム） [80][81]
- 蒼木陣デビュー10周年記念公演（2023年7月8日 - 9日、 シアターグリーン ）
- あくたーず☆りーぐ アートフェスタ in よみうりランド（2023年11月18日、よみうりランド）
- 蒼木陣ソロ公演「アクトバ 2024」（2024年8月17日 - 18日、シアター・アルファ東京）
- 企画展示『WORKS05』（2024年10月29日 - 11月3日、HIROSHIGE GALLERY  A）モデル[82]
- JINBASE 1周年記念イベント（2025年1月25日、ZEAL THEATER SHINJUKU）
- 蒼木陣ソロ公演「アクトバ 2025~zoromessu~」（2025年7月26日 - 27日開催予定）

### Web配信
- 「刀剣乱舞-ONLINE-」五周年記念「刀剣乱舞 大演練～控えの間～」（2020年8月11日、DMM.com）[83]
- マーダーミステリーシアター『演技の代償』（2021年2月21日）- 暁零士 役[84]
- ニコニコチャンネル「にゃんと陣の生放送やっちゃいます！」（2021年7月～　毎月配信）[85]
- マーダーミステリーシアター『裏切りの晩餐』（2021年12月16日）- 久米田レオ 役[86]
- ABEMA SPECIALチャンネル「主役の椅子はオレの椅子 シーズン2」（2022年10月27日）
- ハナレグミ｢雨上がりのGood Day (feat. iri)｣Music Video（2024年10月7日）

### 映画
- 君たちはまだ長いトンネルの中（2021年6月17日公開） - 武藤あつし 役[87]
- 映画刀剣乱舞 -黎明-（2023年3月31日公開） - 陸奥守吉行 役（特別出演）
- PENROSE（2023年11月19日公開） - 主演・井浦 役[88]

## 作品

### 書籍
- ねこ男子（TCエンタテインメント、2016年12月7日）[89]
- 蒼木陣ファースト写真集「夏音」（株式会社サンミュージックブレーン、2021年5月1日）[90]
- 『UNLIMITED feat. Reo Honda & Jin Aoki』PHOTO BOOK（有限会社エス・エル・エフ、2023年6月7日）

### DVD / Blu-ray
- 『UNLIMITED feat. Reo Honda & Jin Aoki』Blu-ray（有限会社エス・エル・エフ、2023年3月29日）